# Vivant
Vivant (abreviatura de Voor Individuele Vrijheid en Arbeid in een Nieuwe Toekomst, per la llibertat individual i treball en un nou futur) és un petit partit polític belga d'ideologia social liberal fundat pel milionari Roland Duchâtelet el 1998.
Es presentà per primer cop a les eleccions legislatives belgues de 1999, però no va obtenir representació, cosa que es repetí a les de legislatives de 2003. A les eleccions regionals belgues de 2004 va formar una aliança estratègica amb el Vlaamse Liberalen en Democraten (VLD). A les eleccions europees de 2004 també anaren plegats, però no en fou escollit cap candidat. A les eleccions de 2004 els resultats foren pèssims i restaria com a força marginal, tot i que va obtenir el 7,3% a la Comunitat Germanòfona de Bèlgica i obtenint 2 representants al Parlament de la Minoria Germànica.
A les eleccions legislatives belgues de 2007 es va presentar amb Vivant i Crida Liberal, una escissió del VLD, ja amb el nom Open Vlaamse Liberalen en Democraten (Open VLD) que va perdre molts vots.

## Ideologia
Era un partit de caràcter liberal, defensa una renda bàsica per a cada ciutadà, com a part del mínim vital, defensa una política fiscal que gravi el consum final, deixar només trames d'imposició (0% fins a 1350 euros i el 50% per sobre) i la democràcia directa. El VLD, però, no va donar suport aquestes mesures.